# USS Saufley (DD-465)
USS Saufley (DD-465) (następnie DDE-465, EDDE-465) – amerykański niszczyciel typu Fletcher z okresu II wojny światowej. Nazwany imieniem pułkownika Richard C. Saufleya, pioniera w wykorzystaniu lotnictwa w US Navy.

## Historia
Stępkę pod USS „Saufley” położono 27 stycznia 1942 w stoczni Federal Shipbuilding. Okręt został wodowany 19 lipca, wszedł do służby 29 sierpnia 1942. Po wejściu do służby okręt uczestniczył w misjach eskortowych na wodach przybrzeżnych wschodniego wybrzeża Stanów Zjednoczonych. 
9 września opuścił bazę w Norfolk i udał się w rejon południowego Pacyfiku, gdzie miał wspomóc US Navy w walce z Japonią. 9 grudnia 1942 przybył do Nowej Kaledonii, tam został przydzielony do sił walczących o Guadalcanal. Pierwszym zadaniem okrętu była eskorta udających się do Guadalcanal transportów z zaopatrzeniem. Okręt patrolował wody wokół wyspy, a także ostrzeliwał znajdujące się tam japońskie pozycje. Po wycofaniu się Japończyków w lutym 1943 z Gudalcanal wziął udział w zajęciu Wysp Russella. W marcu „Saufley” powrócił do misji patrolowych i przeciwpodwodnych. 15 września 1943, eskortując konwój udający się do Espiritu Santo, zlokalizował japoński okręt podwodny RO-101. W wyniku pięciu ataków przeprowadzonych za pomocą bomb głębinowych japoński okręt został zmuszony do wynurzenia się na powierzchnię. Następnie „Saufley” ostrzelał wynurzony okręt, który ostatecznie zatonął w wyniku trafienia bombą głębinową zrzuconą z samolotu PBY Catalina. Następnie „Saufley” wziął udział w patrolach skierowanych przeciwko japońskim jednostkom transportowym, podczas których zatopił 4 barki. 1 października w czasie japońskiego ataku lotniczego, na jego pokładzie zginęło dwóch członków załogi. 7 kwietnia 1944 „Saufley” zlokalizował i zatopił przy pomocy bomb głębinowych japoński okręt podwodny I-2. 17 listopada wraz z innymi niszczycielami ustalił pozycję japońskiego okrętu podwodnego I-46 i zatopił go przy pomocy ognia artyleryjskiego. 29 listopada w wyniku ataku japońskiego lotnictwa doznał poważnych uszkodzeń kadłuba. Remont okrętu zakończył się 2 stycznia 1945. W styczniu niszczyciel zestrzelił dwa japońskie samoloty, 1 lutego zatopił atakujący japoński kuter.
Po zakończeniu wojny na Pacyfiku udał się w rejon ujścia rzeki Jangcy, gdzie przebywał do listopada 1945. W styczniu 1946 powrócił na wschodnie wybrzeże Stanów Zjednoczonych, 12 czerwca 1946 został wycofany ze służby. 15 grudnia 1949 ponownie wszedł do służby, z nowym oznaczeniem DDE-465 został przydzielony do 2 Eskadry Niszczycieli Eskortowych Floty Atlantyku. W ciągu roku wziął udział w dwóch akcjach poszukiwawczo-ratowniczych: w czerwcu 1950 uratował 36 pasażerów rozbitego samolotu pasażerskiego, w październiku uratował pilota samolotu TBF Avenger.
1 stycznia 1951 okręt przeklasyfikowano na eksperymentalny niszczyciel eskortowy EDDE-465. Przez kolejne 12 lat uczestniczył w badaniach nad nowymi technikami w zakresie zwalczania okrętów podwodnych. Wiosną 1963 uczestniczył w poszukiwaniach zatopionego okrętu podwodnego USS „Tresher”. 29 stycznia 1965 „Saufley” został wycofany ze służby. 20 lutego 1968 został zatopiony jako okręt cel w pobliżu Key West.